# Transportgeschwader 2
La Transportgeschwader 2 (TG 2) (2e escadron de transport) est une unité de transport aérien de la Luftwaffe pendant la Seconde Guerre mondiale. 

## Organisation

### Stab. Gruppe
Le Stab./TG 2 est formé en mai 1943 à partir du Stab/KGzbV 3.

Il est dissous le 30 septembre 1944.

Geschwaderkommodore (Commandant de l'escadron) :
| Début        | Fin       | Grade  | Nom            |
| ------------ | --------- | ------ | -------------- |
| 15 juin 1943 | Mars 1944 | Oberst | Walter Erdmann |
| ?            | ?         | ?      | ?              |

### I. Gruppe
Formé en mai 1943 à partir du KGrzbV 600 (Kampfgruppe zur besonderen Verwendung 600) avec :
- Stab I./TG 2 à partir du Stab/KGrzbV 600
- 1./TG 2 à partir du 1./KGrzbV 600
- 2./TG 2 à partir du 2./KGrzbV 600
- 3./TG2 à partir du 3./KGrzbV 600
- 4./TG 2 à partir du 4./KGrzbV 600

Les I./TG 2 est dissous le 4 septembre 1944.
Gruppenkommandeure (Commandant de groupe) :
| Début     | Fin              | Grade | Nom              |
| --------- | ---------------- | ----- | ---------------- |
| Mai 1943  | 23 juillet 1943  | Major | Josef Grens      |
| Août 1943 | 1944             | Major | Hermann Kohlpoth |
| 1944      | 4 septembre 1944 | Major | Josef Grens      |

### II. Gruppe
Formé en mai 1943 à partir du KGrzbV 800 (Kampfgruppe zur besonderen Verwendung 800) avec :
- Stab II./TG 2 à partir du Stab/KGrzbV 800
- 5./TG 2 à partir du 1./KGrzbV 800
- 6./TG 2 à partir du 2./KGrzbV 800
- 7./TG 2 à partir du 3./KGrzbV 800
- 8./TG 2 à partir du 4./KGrzbV 800

Gruppenkommandeure :
| Début    | Fin        | Grade | Nom                    |
| -------- | ---------- | ----- | ---------------------- |
| Mai 1943 | 1944       | Major | Paul Quednau           |
| 1944     | 8 mai 1945 | Major | Kurt Heinrich Harnisch |

### III. Gruppe
Formé en mai 1943 à partir du KGrzbV 106 (Kampfgruppe zur besonderen Verwendung 106) avec :
- Stab III./TG 2 à partir du Stab/KGrzbV 106
- 9./TG 2 à partir du 1./KGrzbV 106
- 10./TG 2 à partir du 2./KGrzbV 106
- 11./TG 2 à partir du 3./KGrzbV 106
- 12./TG 2 à partir du 4./KGrzbV 106

Gruppenkommandeure :
| Début         | Fin           | Grade          | Nom                     |
| ------------- | ------------- | -------------- | ----------------------- |
| Mai 1943      | 1er juin 1943 | Oberst         | Hugo Stolt              |
| 1er juin 1943 | 10 juin 1943  | Major          | Walter Hornung          |
| 10 juin 1943  | Mars 1944     | Oberstleutnant | Josef Kögl              |
| Mars 1944     | Mars 1945     | Major          | Gerhard Dudeck          |
| 29 mars 1945  | 8 mai 1945    | Hauptmann      | Hans-Hermann Ellerbrock |